# Абдуллаев, Кемал Джан-Бахиш оглы
Кема́л Джан-Бахи́ш оглы́ Абдулла́ев  (18 января 1927, Баку, Азербайджан — 6 декабря 1997) — советский дирижёр и музыкальный педагог, Народный артист Азербайджанской ССР. Член КПСС с 1956 года.

## Биография

### Рождение, ранние годы
Кемал Абдуллаев родился 18 января 1927 года в Баку, Азербайджан.

### Образование
Окончил Азербайджанскую консерваторию по классу альта А. А. Гроссмана и Московскую консерваторию по классу дирижирования Л. М. Гинзбурга.

### Начало музыкальной карьеры
В 1952 году становится дирижёром. 

С 1953 года — главный дирижёр Азербайджанского театра оперы и балета.

### Расцвет, зрелые годы
В 1960—1961 годах — главный дирижёр Донецкого русского театра оперы и балета. 

В 1962—1969 годах — главный дирижёр Московского музыкального театра им. К. С. Станиславского и В. И. Немировича-Данченко. 

С 1970 года — дирижёр Московского музыкального театра им. К. С. Станиславского и В. И. Немировича-Данченко. Преподаёт в Государственном музыкально-педагогическом институте им. Гнесиных. 

С 1983 года — доцент.

## Творчество

### Азербайджанский театр оперы и балета
Под руководством Кемала Абдуллаева были осуществлены первые постановки опер:
- «Евгений Онегин» (1953);
- «Сицилийская вечерня» Верди (1954);
- «Азад» Джангирова (1957);

балетов:
- «Семь красавиц» Караева (1952);
- «Гюльшен» С. Гаджибекова (1958)

и др.

### Донецкий академический государственный театр оперы и балета
Кемал Абдуллаев дирижировал новыми постановками опер:
- «Борис Годунов»;
- «Обручение в монастыре» Прокофьева.[4]

### Московский академический музыкальный театр имени К. С. Станиславского и В. И. Немировича-Данченко
Кемал Абдуллаев участвовал в первых постановках опер:
- 1962 — «Хари Янош» Кодая — впервые в СССР[5]
- 1965 — «Цена жизни» Николаева
- 1966 — «Безродный зять» Хренникова
- 1967 — «Виринея» Слонимского
- 1969 — «Кармен»
- 1972 — «Три жизни» Тактакишвили

а также балета «Картинки с выставки» на известную сюиту Мусоргского (1963) и другие.
Запись фирмы «Мелодия» 1963 года оперы «Обручение в монастыре» С. С. Прокофьева в исполнении солистов, хора и оркестра театра под управлением К. Абдуллаева получила приз Андре Мессаже Академии лирической грампластинки во Франции в 1967 году.

## Награды и звания
- орден «Знак Почёта» (09.06.1959)
- Народный артист Азербайджанской ССР (1967)[4]